# Dalton (Missouri)
Dalton és una població dels Estats Units a l'estat de Missouri. Segons el cens del 2000 tenia 27 habitants.

## Demografia
Segons el cens del 2000, Dalton tenia 27 habitants, 12 habitatges, i 9 famílies. La densitat de població era de 57,9 habitants per km².
Dels 12 habitatges en un 16,7% hi vivien nens de menys de 18 anys, en un 41,7% hi vivien parelles casades, en un 33,3% dones solteres, i en un 25% no eren unitats familiars. En el 25% dels habitatges hi vivien persones soles el 16,7% de les quals corresponia a persones de 65 anys o més que vivien soles. El nombre mitjà de persones vivint en cada habitatge era de 2,25 i el nombre mitjà de persones que vivien en cada família era de 2,56.
Per edats la població es repartia de la següent manera: un 18,5% tenia menys de 18 anys, un 0% entre 18 i 24, un 14,8% entre 25 i 44, un 33,3% de 45 a 60 i un 33,3% 65 anys o més.
L'edat mediana era de 54 anys. Per cada 100 dones de 18 o més anys hi havia 46,7 homes.
La renda mediana per habitatge era de 42.500 $ i la renda mediana per família de 42.500 $. Els homes tenien una renda mediana de 0 $ mentre que les dones 11.250 $. La renda per capita de la població era de 19.492 $. Cap de les famílies estaven per davall del llindar de pobresa.

## Poblacions més properes
El següent diagrama mostra les poblacions més properes.